# マドリガル・コメディ
マドリガル・コメディ（英語：Madrigal comedy）は、16世紀イタリアの娯楽音楽のうち、（通常）ア・カペラのマドリガーレを連続して歌い、（通常）物語を語り、時には、漠然とでもドラマの筋を持っているものを指す言葉である。オペラに先駆けるものの1つで、20世紀にアルフレート・アインシュタインがこの言葉を考案した。
アレッサンドロ・ストリッジョが1567年に作ったマドリガーレ曲集『洗濯女たちの井戸端会議』は、全体で一つの滑稽な物語を成すマドリガル・コメディであった。それ以後のマドリガル・コメディでは、時としてプロローグを含む各幕に分けられ、まだオペラが幕を分けていなかった間は、マドリガル・コメディは、凝った絵を描いた背景のある舞台で演じられていたようだ（例として、オラーツィオ・ヴェッキの『ランフィパルナーソ』（1597年）のプロローグを描いた木版画が残っていて、衣裳を身につけた1人の歌手の後ろに、町の通りを描いた背景がある）。楽譜に書かれたヴェッキの指示は、歌手の演じ方ではなく、観客が想像力でどんな反応を取るかについてのものである。ヴェッキはプロローグで観客にこう呼びかける。
| 「 | 私が語りますスペクタクルをば、どうぞ皆様、心の中で思い描いてください。目ではなく、耳でご覧ください。ですから、どうぞお静かに。 | 」 |

マドリガル・コメディは1590年代から1602〜1603年くらいまで、イタリアのみで人気を博したが、1600年にオペラが登場して、その熱狂はいっきに退いてしまった。同様に、ア・カペラのマドリガーレまでどこかに消えて無くなった。マドリガル・コメディの音楽は軽妙で、話は常に滑稽なものだった。
アレッサンドロ・ストリッジョ、アドリアーノ・バンキエリ、ジョヴァンニ・クローチェ Giovanni Croce、オラーツィオ・ヴェッキといった作曲家たちが、マドリガル・コメディの主要な作曲家である。